# El Cerrito Plaza
El Cerrito Plaza is een metrostation in de Amerikaanse stad El Cerrito (Californië). Het station ligt vlak ten noorden van het gelijknamige winkelcentrum op de grens van Contra Costa County en Alameda County.  Op 29 januari 1973 werd de noordtak van de Richmond-Fremont Line, waaronder El Cerrito Plaza, van het BART netwerk geopend. Sinds 19 april 1976 doet ook de Richmond-Millbrae Line het station aan.